# ИП-1
ИП-1 («истребитель пушечный 1» или заводское обозначение ДГ-52 — «Дмитрий Григорович 52») — развитие советского истребителя И-Z конструктора Д. П. Григоровича, вооруженного самозарядными динамореактивными (безоткатными) авиационными пушками Курчевского, заменёнными в серии на крыльевые пулемёты ШКАС и новейшие автоматические 20-мм пушки ШВАК. Строился небольшой серией.

## Опытный вариант
Цельнометаллический одноместный свободнонесущий низкоплан с полуубирающимися назад шасси с хвостовым костылём. Звездообразный двигатель Wright Cyclone F-3 мощностью 477 кВт (640 л.с.) под капотом типа NACA. Винт — металлический с изменяемым на земле шагом. Кабина лётчика открытая. Истребитель разрабатывался под две крупнокалиберные безоткатные пушки Курчевского калибра 76,2 мм АПК-4М. Пушки устанавливались под крылом, с боезапасом по 5 выстрелов. И вооружались двумя пулемётами калибра 7,62 мм. Рекомендован к серийному производству взамен предшественника — И-Z.
Истребитель имел убирающееся шасси. Зимой колеса заменялись на лыжи, которые в полете подтягивались в места уборки, что выгодно отличало его от находящегося на вооружении И-16, лыжное шасси которого не убиралось, что, в частности, сильно сказалось на успехах в Зимней войне и ПВО начала Великой отечественной.

## Серийное производство

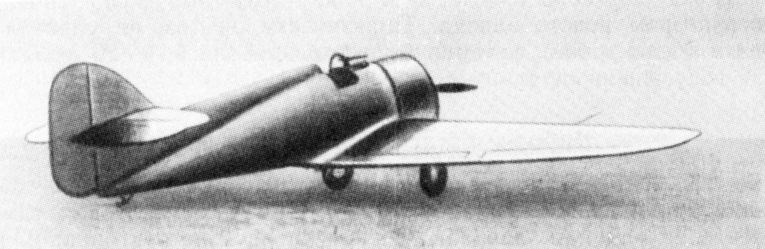
Вид серийного ИП-1 с развитым форкилём и вооружением внутри крыла.

Уже во время производства первой серии на заводе № 135 в Харькове на испытаниях в НИИ ВВС обнаружилось, что опытный образец «не хочет» выходить из штопора. Для устранения недостатка внесено конструктивное изменение: заголовник лётчика продлён до киля, образуя длинный форкиль на уровне горизонтального оперения. Однако исследование специалиста ЦАГИ по штопору профессора А. Н. Журавченко привело к выводу, что эта переделка скорее ухудшила дело, так как утяжелило хвост, а причина неудовлетворительной управляемость — смещённая назад центровка, достигавшая 30,1% средней аэродинамической хорды (САХ) крыла. Что, тем не менее, в те годы полагали правильным, ведь центровка соперника И-16 ещё дальше. Ухудшило управляемость и мощное крыльевое вооружение, потому первые серии истребители сдавались ВВС всего с двумя пулемётами. Рекомендации Журавченко, видимо, не успели внедрить в производстве. 
Пушки Курчевского оказались не готовы, и первая серия вооружалась двумя крыльевыми пулемётами ШКАС. Вместо пушек стали устанавливать ещё четыре ШКАС под крылом, но это ухудшило управляемость.
К тому же, пушки Курчевского не были готовы и первая серия вооружалась двумя дополнительными крыльевыми пулемётами ШКАС вместо них. 
В серии американский двигатель заменён на лицензионный М-25, хвостовой костыль заменён колесом. Каждую пушку Курчевского АПК-4М в серии заменили на пушку ШВАК или 2 пулемёта ШКАС под крылом. Эта огневая мощь позволяла применять самолёт и как штурмовик, что рассматривалось в ВВС в 1940 году. 
Серийный завод № 135 в Харькове сдал в 1936 году 31 самолёт, а в 1937 ещё 59. 
ИП-1 стал последним самолетом Григоровича. Прекращение его совершенствования, а вскоре и производства, связано с знаменитыми репрессиями руководства страны в 1937 году, арестом руководства ВВС и, в частности, А. Н. Туполева, на должность которого неожиданно перевели Григоровича. Вскоре Д. П. Григорович тяжело заболел и умер летом 1938 года, 55 лет от роду.

## Варианты
- ИП-4 (ДГ-53) — модификация ИП-1 чуть меньших размеров, но с 4 пушками АПК-11 (45 мм) и 2 ШКАС. Опытный. Постройка не закончена.
- ИП-4 (ДГ-53 бис) — модификация предыдущего, но вместо динамо-реактивных пушек 2 обычные ШВАК и 2 ШКАС. Опытный. Постройка не закончена.
- ИП-2 (ДГ-54) — модификация ИП-1 чуть больших размеров с V-образным двигателем водяного охлаждения Hispano-Suisa Xbrs мощностью (760 л.с.). Вооружение — 12 пулеметов ШКАС или 4 ШВАК и 2 ШКАС. Опытный. Постройка не закончена.

## Использовавшие страны
- СССР

## Тактико-технические характеристики
Приведённые характеристики соответствуют опытному ИП-1 (ДГ-52).
Источник данных: Шавров, 1985 г.

Технические характеристики
- Экипаж: 1
- Длина: 7,2 м
- Размах крыла: 10,9 м
- Высота: 2,5 м
- Площадь крыла: 19,6 м²
- Масса пустого: 1174 кг
- Нормальная взлётная масса: 1740 кг
- Силовая установка: 1 × воздушного охлаждения Wright R-1820
- Мощность двигателей: 1 × 640 л. с. (1 × 471 кВт)

Лётные характеристики
- Максимальная скорость:  
  - у земли: 343 км/ч
  - на высоте: 410 км/ч на 3000 м
- Посадочная скорость: 95 км/ч
- Практическая дальность: 1000 км
- Практический потолок: 7700 м
- Продолжительность полёта: 3 ч
- Время набора высоты: 1000 м за 1,4 мин
- Время виража: 15 с
- Нагрузка на крыло: 94,0 кг/м²
- Тяговооружённость: 271 Вт/кг
- Длина разбега: 250 м
- Длина пробега: 175 м

Вооружение
- Стрелково-пушечное:  
  - 2 × 7,62 мм пулемёта ШКАС
  - 2 × 76 мм безоткатные пушки АПК-4 под крылом